# Fausta
Fausta Massima Flavia (in latino: Fausta Maxima Flavia; Roma, 289 o 290 – Roma, 326) è stata un'imperatrice romana, figlia dell'imperatore Massimiano e moglie dell'imperatore Costantino I, che sposò nel 307 entrando a far parte della dinastia costantiniana.
Ebbe tre figli, Costantino II, Costanzo II e Costante I, tutti succeduti al padre, e due figlie, Costantina e Elena.

## Biografia

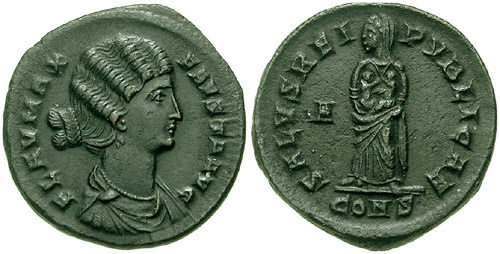
Moneta di Fausta, nelle sembianze di Salus che regge Costantino II e Costanzo II infanti

Nata e cresciuta a Roma, era la figlia più giovane di Massimiano ed Eutropia. Nel marzo 307 sposò Costantino I, probabilmente a Treviri: il marito era più vecchio di lei di almeno quindici anni. 
Voluto come legame tra Costantino e il tetrarca, per rafforzarne l'alleanza, il matrimonio di Fausta fu messo alla prova da due eventi tragici, avvenuti a seguito dei contrasti di Costantino con il padre e il fratello di Fausta: nel 310, fu Fausta a svelare il complotto di Massimiano contro Costantino, il quale si salvò e alla fine farà uccidere il suocero; nel 312, invece, all'indomani della vittoriosa Battaglia di Ponte Milvio, Costantino fece mettere la testa del cognato Massenzio, fratello di Fausta,  su di una lancia e la fece girare per la città.
Dopo quasi dieci anni di matrimonio senza figli, Fausta diede a Costantino tre maschi e due femmine. Come moglie di un imperatore, Fausta aveva ricevuto il titolo di nobilissima femina; dopo la vittoria di Costantino su Licinio, Fausta ricevette anche il titolo di augusta (324 o 325).
Nel 326 secondo alcune fonti avrebbe accusato il figliastro Crispo, figlio della prima moglie di Costantino Minervina di averla voluta sedurre  per prendere il potere. Costantino le credette e fece prima imprigionare e poi mettere a morte segretamente Crispo. Poco dopo Costantino, convintosi dell'innocenza del figlio,  l'avrebbe fatta morire affogandola chiudendola in un bagno caldo (terme) portato a una temperatura più alta del normale. Secondo una diversa versione la sua morte venne invece causata direttamente dal sospetto di adulterio con Crispo.
Fausta subì la damnatio memoriae. Secondo l'imperatore Giuliano, Costantino era tormentato per queste e altre uccisioni, per cui si convertì al cristianesimo, poiché era l'unica religione che garantiva il perdono dei peccati.